# هورشت کوله
هورشت کوله (به آلمانی: Horst Kohle) بازیکن فوتبال و مهاجم اهل آلمان شرقی بود که از سال ۱۹۵۹ میلادی عضو تیم ملی فوتبال آلمان شرقی بوده‌است. وی در ۱ بازی ملی حضور داشته و در بازی‌های ملی‌اش ۱ گل به ثمر رساند. هورشت کوله آخرین بازی ملی خود را در سال ۱۹۵۹ میلادی انجام داد.

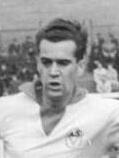
هورشت کوله در سال ۱۹۵۹